# Trupanea beardsleyi
Trupanea beardsleyi är en tvåvingeart som beskrevs av Hardy 1980. Trupanea beardsleyi ingår i släktet Trupanea och familjen borrflugor. Inga underarter finns listade i Catalogue of Life.